# Samuel Aronson
Samuel Aronson (ur. 14 lipca 1902 w Łodzi, zm. ?) – polski chirurg pochodzenia żydowskiego.

## Życiorys
Syn Izraela i Racheli (Ruchli) z Lichtensztajnów, a brat Arona (1900–1942).
Maturę uzyskał w 1920 r. w niemieckim gimnazjum męskim w Łodzi. Następnie pracował w biurze Gminy Żydowskiej w Łodzi.
Po kilku latach rozpoczął studia medyczne na Wydziale Lekarskim Uniwersytetu Warszawskiego, dyplom uzyskał w 1935 r. Jako lekarz chirurg prowadził praktykę w Łodzi. Mieszkał przy ul. Magistrackiej 36 (obecnie ul. Aleksandra Kamińskiego).
Po wybuchu wojny opuścił Łódź i schronił się w Warszawie. Tam został osadzony w getcie. 30 lipca 1941 r. za namową Chaima Mordechaja Rumkowskiego, Przełożonego Starszeństwa Żydów w getcie łódzkim, wraz z grupą innych łódzkich lekarzy przeniósł się z warszawskiego getta do getta łódzkiego. W getcie mieszkał przy ul. Łagiewnickiej 34. Nie wiadomo kiedy zginął.

## Życie prywatne
Z żoną Olgą z Fridenzonów (ur. 26 kwietnia 1902 r.) rozwiódł się w nieznanych okolicznościach.